# Göhl
Göhl est une commune allemande du Schleswig-Holstein, située dans l'arrondissement du Holstein-de-l'Est (Kreis Ostholstein), à trois kilomètres à l'est de la ville d'Oldenburg in Holstein. Göhl fait partie de l'Amt Oldenburg-Land (« Oldenburg-campagne ») qui regroupe six communes situées dans le nord de la presqu'île de Wagrie.

## Personnalités liées à la ville
- Werner August Friedrich Lentz (1817-1893), homme politique né au manoir de Kremsdorf.